# Habilitação

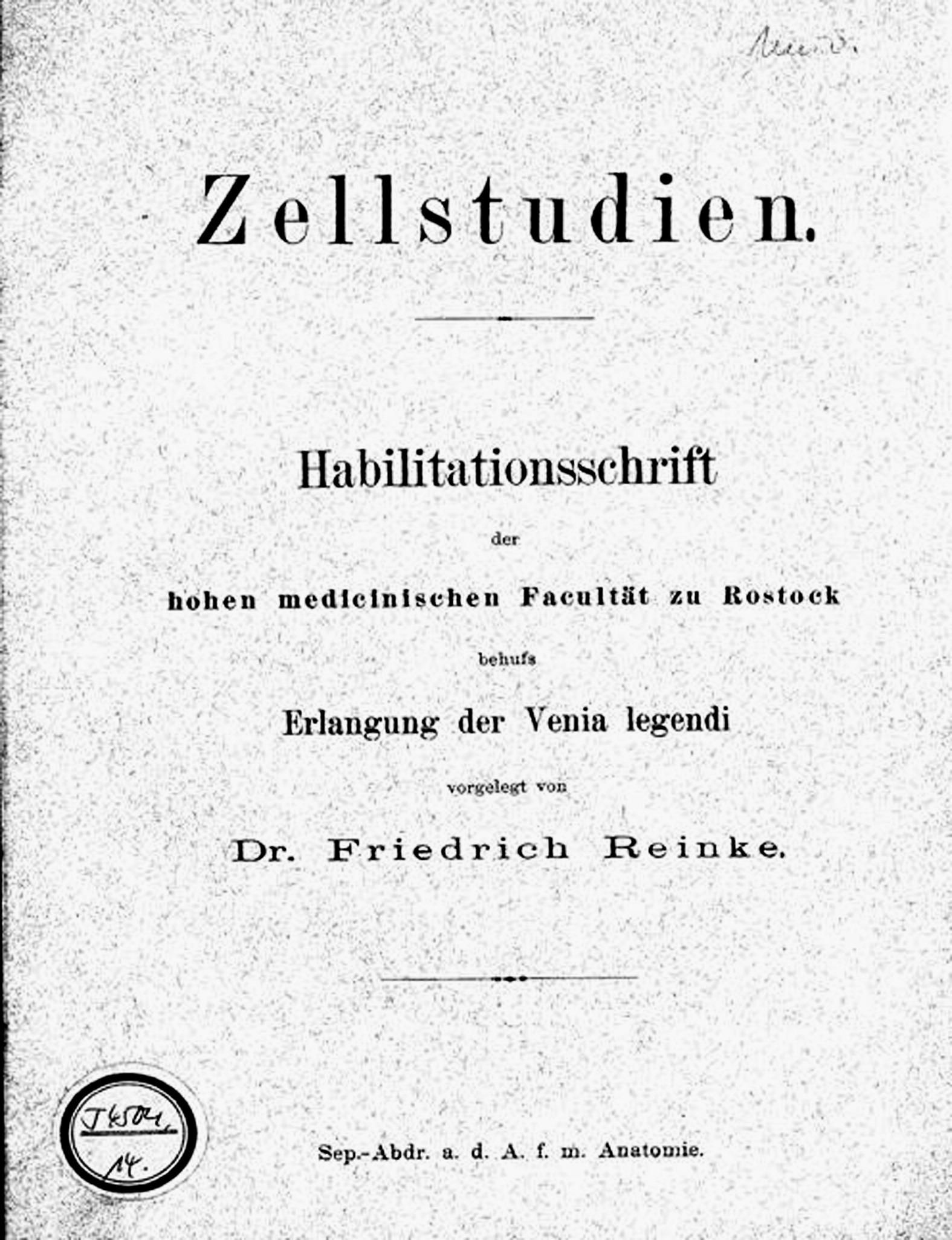
Foto do diploma de doutorado em medicina de Frederick Rineck

A habilitação ou título de agregado é o mais alto grau acadêmico que uma pessoa pode atingir em alguns países da Europa e Ásia. Obtida após um doutorado, a habilitação requer que o candidato escreva uma segunda tese, revisada e defendida perante uma comissão acadêmica em processo similar ao doutorado. Embora na maioria dos países o doutorado seja suficiente para o posto de professor universitário, em alguns países somente a habilitação qualifica para se ser orientador de tese de doutorado. Tal posto é conhecido na Alemanha como Privatdozent (abreviado como PD ou Priv.-Doz.), depois da qual é possível ser admitido como professor.
O sistema de habilitação, datado do século XVIII, existe na França ("Habilitation à diriger des recherches"), Alemanha, Áustria, Suíça, Bulgária, Polônia, Portugal, República Tcheca, Eslováquia, Hungria, Eslovênia e países da antiga União Soviética, como Armênia, Azerbaijão, Bielorrússia, Letônia, Lituânia, Moldávia, Quirguistão, Cazaquistão, Rússia, Uzbequistão, Ucrânia, etc.
Uma qualificação similar conhecida como livre-docência existe nas universidades públicas do estado brasileiro de São Paulo, porém não mais existe em outras partes do Brasil. A qualificação é exigida para se obter o título de professor-titular de departamento especialmente na Universidade de São Paulo e na Universidade Estadual de Campinas.